# Attentat du parc du Centenaire
Vous lisez un « bon article » labellisé en 2018.
L’attentat du parc du Centenaire est un acte terroriste à la bombe perpétré aux États-Unis, le 27 juillet 1996, dans le parc olympique lors des Jeux d'été d'Atlanta. L'explosion tue une personne et en blesse 111 autres. En outre, il provoque indirectement la mort d'un cadreur turc, victime d'une crise cardiaque alors qu'il courait pour filmer la scène.
À peine un an après l'attentat d'Oklahoma City, jusqu'alors le plus meurtrier sur le sol américain, et dix jours après l'explosion du vol TWA 800, l'enquête policière se déroule sous pression, scrutée par les journalistes du monde entier couvrant les Jeux olympiques. Répondant au profil de loup solitaire américain qu'ils ont défini, les enquêteurs s'intéressent d'abord au garde de sécurité qui a trouvé la bombe, Richard Jewell. Les fuites dans la presse le présentent comme le principal suspect de l'enquête policière et le probable terroriste. Ayant besoin d'un coupable avant la réouverture du parc du Centenaire et n'ayant pas d'autre piste, le FBI s'attache à trouver des preuves pour renforcer l'accusation contre Jewell. Bien qu'il ne soit pas accusé officiellement, les médias le surveillent en continu et le contraignent à rester enfermé à son domicile. Après l'annonce officielle de son innocence en octobre 1996, l'enquête s’enlise avant que deux bombes n'explosent à Atlanta au début de l'année 1997.
Lorsqu'une quatrième bombe explose dans l'Alabama en janvier 1998, les enquêteurs se concentrent sur Eric Rudolph, un proche des milices et mouvements religieux extrémistes hostiles au gouvernement fédéral. Il devient l'un des suspects les plus recherchés des États-Unis. Placé sur la liste des dix fugitifs les plus recherchés du FBI en mai, il est pourchassé dans le Sud des Appalaches pendant plusieurs années. Arrêté le 31 mai 2003, il plaide coupable des quatre attentats antérieurs et est condamné à quatre peines consécutives de prison à vie. Il justifie son acte en affirmant sa volonté de sanctionner la politique du gouvernement sur l'avortement.

## Contexte

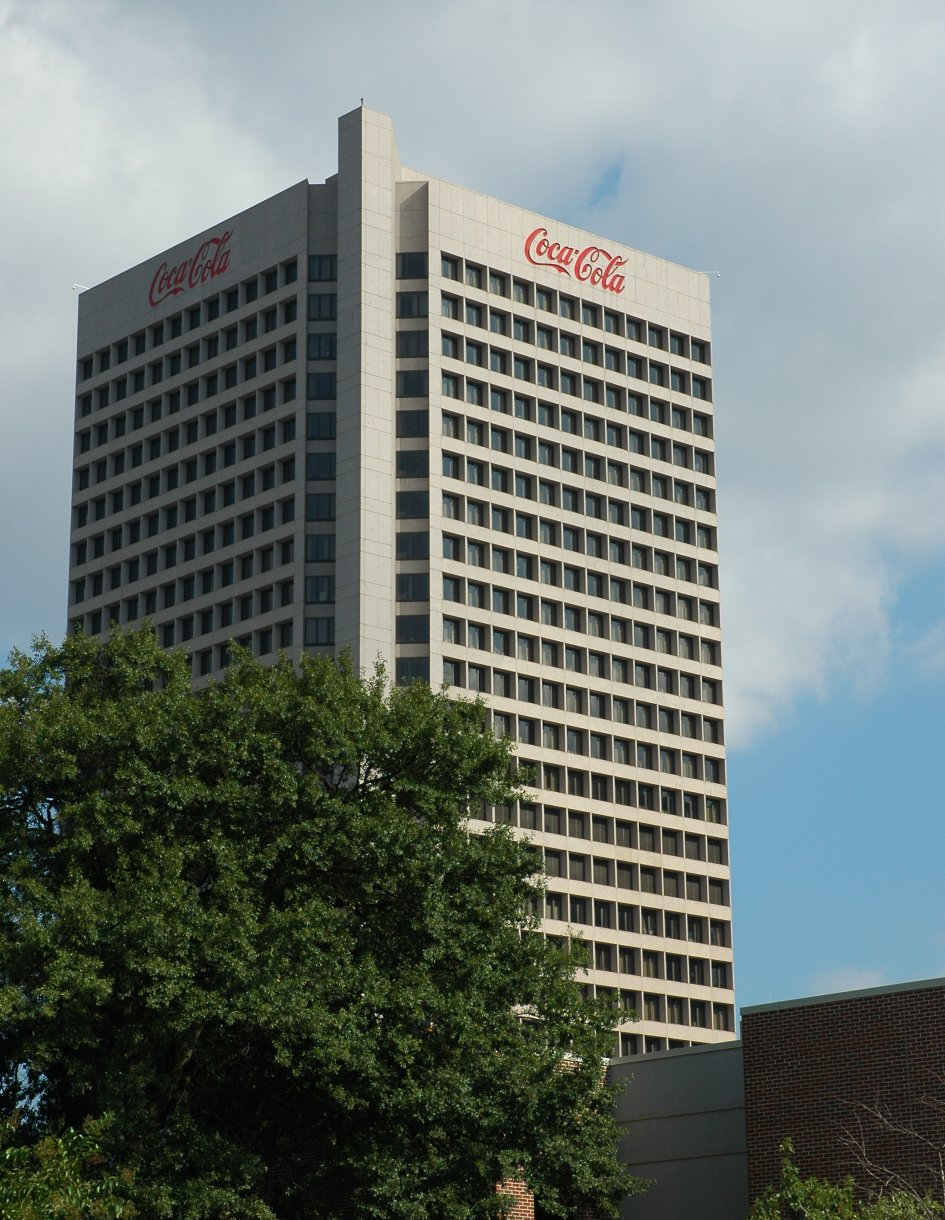
Siège social de l'entreprise The Coca-Cola Company, localisé à Atlanta.

Le 18 septembre 1990, le Comité international olympique (CIO) confie à Atlanta l'organisation des Jeux olympiques d'été de 1996 au cinquième tour du scrutin de désignation de la ville hôte. Ville du siège social de l'entreprise The Coca-Cola Company, la capitale de l'État de Géorgie est choisie pour la qualité de ses infrastructures et le long soutien économique de l'entreprise au mouvement olympique.
Depuis le siège de Waco en 1993, les tensions entre l'extrême droite américaine et le gouvernement ne sont allées qu'en se renforçant. L'attentat d'Oklahoma City en mai 1995, faisant 168 morts, démontre que les milices paramilitaires et autres groupes de skinheads constituent une menace de « terrorisme intérieur »,. Par exemple, en avril 1996, trois hommes du groupe paramilitaire la « Milice de la République de Géorgie » sont arrêtés et inculpés pour la préparation d'une série d'attentats avec des bombes artisanales à Macon.
Le 19 juillet 1996, dans un contexte de peur à la suite de l'explosion du vol 800 TWA deux jours plus tôt, le président des États-Unis Bill Clinton déclare l'ouverture officielle des Jeux olympiques,. La cérémonie d'ouverture est une réussite, la grande fête du centenaire des Jeux olympiques modernes est notamment marquée par l'allumage de la flamme olympique par le boxeur Mohamed Ali.
Plus sécurisé que jamais, avec trois fois plus d'agents de sécurité que d'athlètes et des accréditations électroniques, le coût de sécurité des Jeux est de 303 millions de dollars. Le gouvernement américain prend en charge à lui seul 227 millions de dollars. Le directeur du comité d'organisation des Jeux d'Atlanta, Billy Payne, déclare que « l'endroit le plus sûr de cette magnifique planète sera Atlanta, en Géorgie, pendant la tenue de nos Jeux. » Vantée en amont des Jeux, la sécurité est cependant rapidement remise en question lorsqu'un homme est arrêté armé d'un pistolet et d'un couteau dans l'enceinte du Stade olympique lors de la cérémonie d'ouverture,. La logistique de l'évènement, notamment au niveau des transports, est fortement critiquée. Le champion olympique de judo David Khakhaleishvili manque la pesée parce qu'il est bloqué dans les embouteillages ; l'escrimeur canadien James Ransom arrive seulement dix minutes avant son combat et perd. Les rameurs britanniques choisissent de quitter le village olympique pour un hôtel à proximité du lieu des compétitions pour éviter de prendre les transports prévus par l'organisation.
Le parc du Centenaire, imaginé par Billy Payne, est au cœur du village olympique des Jeux de 1996. Construit à grande vitesse au coût de 50 millions de dollars, il est ouvert à tous et gratuit : le parc accueille toute la journée et la soirée le public qui souhaite assister aux compétitions,. De nombreuses attractions, animations et possibilités de restauration bon marché y sont proposées. Autour des fontaines olympiques, les sponsors occupent un espace commercial de 85 000 m2. L'entreprise AT&T y a fait construire une grande scène sur laquelle est disposé un écran géant pour suivre les compétitions olympiques pendant la quinzaine.

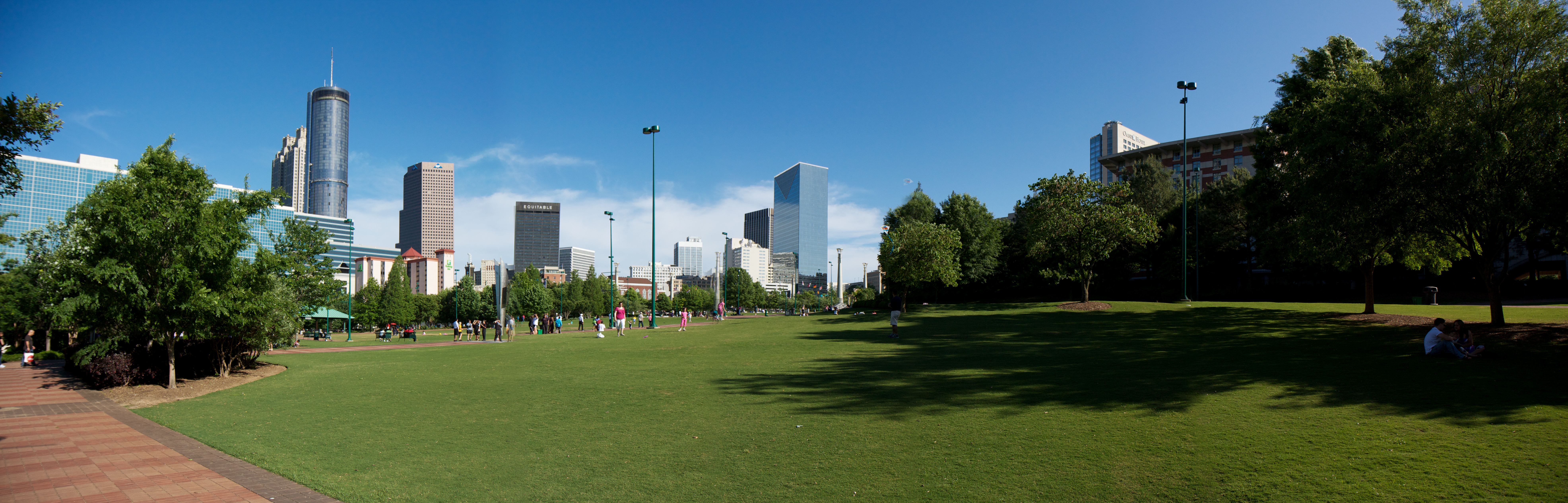
Le parc du Centenaire d'Atlanta en 2010.

## Attentat

### Explosion de la bombe
La fête bat son plein en ce samedi 27 juillet 1996, la première semaine des Jeux olympiques d'été a vu de nombreux exploits sportifs. La vague de chaleur, qui a maintenu les températures au-dessus des 30 °C, est terminée et laisse place à un vent frais. Des milliers de personnes restent après minuit dans le parc du Centenaire pour profiter du concert gratuit de Jack Mack and the Heart Attack (en). Attiré par des jeunes qui lancent des canettes de bière sur la tour de techniciens dont il assure la sécurité, Richard Jewell repère un sac à dos vert abandonné sous un banc et lance la procédure classique avec le policier Tom Davis : appeler l'équipe de démineurs. Ces derniers confirment que l'alerte est réelle : un engin explosif est dissimulé dans le sac. Les policiers et agents de sécurité commencent à évacuer la zone.
À 1 h 25, la bombe artisanale explose,. Placée au pied d'une tour où sont montés les projecteurs pour la grande scène du parc,, la bombe tue une touriste américaine âgée de 44 ans, Alice S. Hawthorne, et entraîne indirectement le décès d'un cadreur de la télévision turque, Melih Uzunyol. Elle fait 110 autres blessés, dont plusieurs gravement. Onze personnes doivent se faire hospitaliser et au moins deux doivent subir une opération chirurgicale.
Alice Hawthorne travaillait pour le service client d'une entreprise de câble télévisé et possédait en partie une boutique de vente de glaces,,. Pour fêter le 14e anniversaire de sa fille Fallon Stubbs, Hawthorne l'a emmené à Atlanta pour assister au concert gratuit de Jack Mack and the Heart Attack dont elle est fan,. Touchée à six reprises, notamment à la tête, la mère de famille meurt des suites de ses blessures à son arrivée au Grady Memorial Hospital,. La jeune fille est blessée au bras droit, à la cuisse droite et a un doigt cassé, propulsée au sol par le souffle de l'explosion. À l'hôpital, Fallon reçoit la visite de plusieurs athlètes olympiques comme Matt Ghaffari et de personnalités comme Jesse Jackson.
Lorsqu'il a connaissance qu'un acte terroriste a eu lieu, Melih Uzunyol est à l'hôtel Ramada. Le cadreur turc prend un sac d'équipement lourd et court vers la scène de l'attentat avec son collègue lorsqu'il est victime d'une crise cardiaque,,,. Pris en charge, il succombe dans l'ambulance l'emmenant à l'hôpital,. Il meurt à 39 ans. Quatre ans auparavant, un problème cardiaque lui avait été diagnostiqué mais il avait préféré le cacher pour ne pas perdre son emploi.
L'attentat a lieu une heure après la fin de la rencontre de basket-ball entre les États-Unis et la Chine dans le Georgia Dome, à proximité. Comme chaque soir pendant les Jeux, le groupe de rock Jack Mack and the Heart Attack donne alors un concert gratuit dans le parc. Choqués par l'explosion, les visiteurs du parc courent pour fuir et la police termine l'évacuation en arrivant sur place avec les secours.
Le premier à avoir donné la nouvelle en direct dans le monde entier a été le reporter italien Ezio Luzzi, qui se trouvait à Atlanta en tant que correspondant de la Rai (Radio Televisione Italiana) pour les Jeux olympiques qui se déroulaient à l'époque.
Luzzi a d'ailleurs rappelé à plusieurs reprises, dans ses livres et ses interviews, ce qui s'est passé ce terrible jour : "J'étais là, je coordonnais l'expédition de la Rai et l'explosion s'est produite alors que je traversais la place. Le coup m'a jeté à terre sans me blesser. Je me suis relevé en ne pensant qu'à retourner au studio et à raconter l'histoire : Je suis arrivé avant CNN, avant tout le monde".

### Réactions

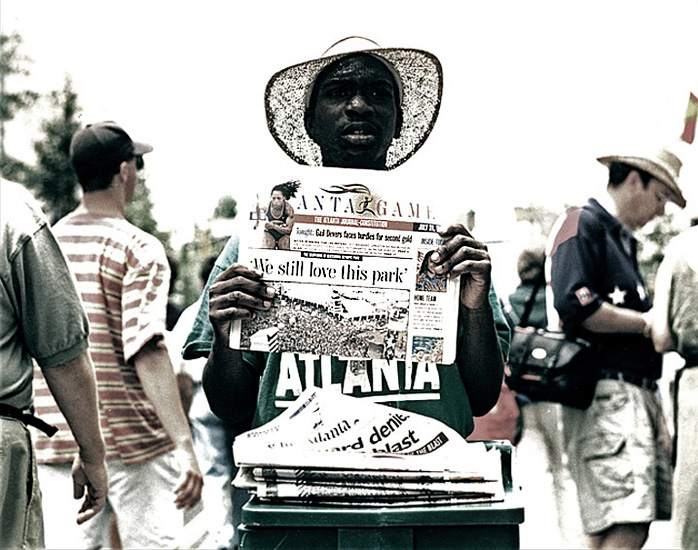
Un vendeur de journaux lors de la réouverture du parc.

Dans les minutes suivant l'attentat, le Grady Memorial Hospital active le plan « Code D » prévu en cas de désastre. Plus de la moitié du personnel de l'hôpital se rend alors dans l'établissement pour accueillir les blessés. Dans le même temps, le président du Comité international olympique Juan Antonio Samaranch est réveillé, puis s'entretient avec le comité d'organisation d'Atlanta et les responsables de la police.
À 4 h, les dix membres du comité exécutif du CIO se réunissent et décident rapidement que les Jeux vont continuer. Dans la matinée, les spectateurs se pressent dans les gradins des différentes compétitions sportives. À 10 h 48, une annonce publique dans le stade olympique avertissant  que tout sac laissé sans surveillance serait confisqué par la sécurité est accueillie par des applaudissements. En fin de matinée, un sac noir laissé seul est trouvé dans les tribunes de la compétition de beach-volley à Jonesboro, entraînant l'évacuation d'une centaine de personnes avant que le propriétaire ne vienne le réclamer.
Dix athlètes de la délégation américaine, vivant à l'extérieur du village olympique, demandent et obtiennent la permission de réintégrer le village. Le boxeur néo-zélandais Garth da Silva, touché par le verre d'une vitre brisée, exprime publiquement la méfiance à la suite de l'attentat.
Le parc du Centenaire ferme tout le week-end et les organisateurs décident que les drapeaux olympique et turc soient mis en berne. Il rouvre le mardi suivant l'attentat. En déplacement à La Nouvelle-Orléans, Bill Clinton demande au Congrès des États-Unis de renforcer la loi contre le terrorisme, votée au printemps, afin d'ajouter la création d'une nouvelle agence de surveillance par écoute, retirée de la précédente loi.
Dès la réouverture du parc olympique, des milliers de personnes se massent pour entrer. La sécurité du parc est renforcée, créant de longues files d'attente à ses entrées. Au lendemain de sa réouverture, près de 50 000 personnes s'y réunissent pour danser et célébrer. Carlos Santana chante Oye Como Va. Un mémorial est improvisé avec des drapeaux américains, des fleurs, des messages écrits, des pin's olympiques ou encore des T-shirts. Un seul des 750 volontaires du parc olympique demande à quitter son poste dans le parc. Dans les cinq jours après sa réouverture, quatre alertes à la bombe ont lieu dans le parc.

## Enquête du FBI

### Appel téléphonique anonyme
Le FBI reçoit, vingt minutes avant l'explosion, un appel au 911 depuis une cabine téléphonique à proximité du parc annonçant l'explosion imminente d'une bombe. « There is a bomb in Centennial Park. You have 30 minutes,. » Les enquêteurs concluent rapidement qu'il s'agit d'un acte de terrorisme intérieur. À 5 h 15, les officiels olympiques déclarent que les Jeux vont continuer jusqu'à leur terme. Grâce aux témoignages de plusieurs personnes, la police dessine un portrait-robot du suspect. Cependant, le FBI décide de ne pas le diffuser publiquement pour éviter la masse d'appels et les mauvaises pistes. Le porte-parole du FBI David Tubbs déclare cependant que le suspect est un homme américain blanc.

### Richard Jewell: le premier suspect
Au lendemain de l'attentat, les journalistes de CNN cherchent et identifient l'agent de sécurité d'AT&T qui a trouvé le sac à dos et indiqué aux policiers la potentielle menace : il s'agit de Richard Jewell,. L'homme est interrogé en direct à la télévision sur la chaîne d'informations en continu. Dès lors, de nombreux médias demandent à l'interroger et le présentent comme un héros ayant sauvé de nombreuses vies en évacuant la zone du sac suspect,,.
Alors qu'il enchaîne les apparitions médiatiques, l'enquête policière se concentre sur Richard Jewell dans les jours suivant l'attentat. Son profil correspond à celui du terroriste et le « complexe du héros » est une motivation crédible pour cet agent de sécurité qui a enchaîné les échecs avant de retourner vivre chez sa mère,,. Son nom fuite, de nombreux journalistes sont mis au courant, l'évolution de l'enquête s'apprête à devenir publique. Le quotidien local The Atlanta Journal-Constitution décide de publier une édition spéciale en nommant Richard Jewell comme le principal suspect en une,. Dans les heures suivant la publication du numéro, les chaînes de télévision nationales reprennent l'information et diffusent en boucle les images filmées de l'agent de sécurité. Richard Jewell s'enferme alors dans l'appartement qu'il partage avec sa mère,.
Des journalistes et cadreurs se déplacent à son appartement dans le nord d'Atlanta. Devant les caméras de télévision, les agents du FBI lui demandent de le suivre dans leurs bureaux. Bien qu'il ne soit ni mis en examen, ni arrêté et qu'il clame son innocence, les médias le présentent comme le probable coupable,. Le chef de cabinet de la Maison-Blanche Leon Panetta déclare dans l'émission de CBS News Face the Nation que Jewell reste un suspect bien que le FBI recherche également d'autres suspects.
Les enquêteurs mettent tous leurs moyens pour trouver des preuves matérielles, fouillant l'appartement à trois reprises lors des deux semaines suivant l'attentat, prenant toutes les affaires personnelles de la famille, visitant son ancien lieu de travail,,. Ils tentent de le piéger à deux reprises, envoyant un policier ami avec un micro caché à un repas de famille et l'emmenant dans les bureaux du FBI pour un interrogatoire en lui faisant croire au tournage d'une vidéo pour les premiers intervenants,,,,. Ils ne trouvent aucun élément probant permettant de mettre en accusation Jewell et laissent les semaines filer.
Pressés par la mère de Richard Jewell et l'émission télévisée 60 Minutes, les enquêteurs interrogent longuement l'agent de sécurité début octobre, il est officiellement rayé de la liste des suspects à la fin du mois d'octobre par une simple lettre envoyée à son avocat,,. Le 28 octobre 1996, Richard Jewell tient une conférence de presse dans l'hôtel Marriott d'Atlanta et déclare,, :

### De nouvelles explosions mènent au terroriste: Eric Rudolph
L'enquête policière s'enlise et la pression médiatique s'intensifie sur les failles des agences fédérales après la conférence de presse de Richard Jewell. À la suite d'un appel public pour obtenir des informations, les enquêteurs reçoivent de nombreuses photos et vidéos du parc olympique dans les minutes précédant et suivant l'explosion. Ils suivent plus de 13 000 pistes mais aucune ne mène à un suspect.
Le 16 janvier 1997, une clinique d'avortement d'Atlanta est visée par un double attentat,. Personne n'est blessé par la première explosion. Une heure plus tard, vers 10 h 30, alors que les enquêteurs et journalistes sont arrivés sur place, une deuxième explosion blesse six personnes. Le président Bill Clinton réagit à l'attentat : « Ne vous y trompez pas, quiconque porte violence à l'encontre d'une femme qui tente d'exercer ses droits constitutionnels commet un acte de terreur »,.
Le 21 février 1997 vers 21 h 45, une bombe explose dans un bar gay d'Atlanta, l'Otherside Lounge, blessant cinq personnes. Une autre bombe est retrouvée dans un sac à dos sur le parking du bar par la police et détruite par les démineurs. La police relie cet incident avec celui un mois plus tôt,.
Le 29 janvier 1998, une bombe explose à l'extérieur du Woman All Women Health Care Center de Birmingham dans l'Alabama, tuant un policier travaillant comme agent de sécurité de la clinique et blessant sévèrement une infirmière. Des témoins ont repéré un homme agissant de manière suspecte après l'explosion et ont noté la plaque d'immatriculation de son véhicule, permettant à la police de remonter jusqu'à Eric Rudolph,.
Quelques jours après l'attentat de Birmingham, deux lettres destinées aux médias Reuters et The Atlanta Journal-Constitution sont interceptées par des agents fédéraux. Sur celles-ci, manuscrites, l'Army of God revendique la responsabilité des attentats. Les enquêteurs font le lien entre les différentes enquêtes grâce à ces lettres de revendications et aux éclats de bombes similaires,. Le 14 février 1998, ils désignent Eric Rudolph comme suspect principal de l'enquête de l'attentat de la clinique d'avortement. Des perquisitions dans sa caravane, son camion et un local de stockage permettent d'obtenir suffisamment de preuves pour qu'il soit officiellement accusé. Le FBI, qui a nommé l'enquête « Sandbomb » en hommage au policier Robert D. Sanderson tué, propose une récompense de 100 000 dollars pour toute information menant à l'arrestation de Rudolph. Deux semaines plus tard, les enquêteurs lient Eric Rudolph à l'attentat du parc du Centenaire grâce à la correspondance de plaques d'aciers utilisées dans les différents bombes pour diriger le souffle des explosions.

### Traque et arrestation
Le 5 mai 1998, Eric Rudolph est placé sur la liste des dix fugitifs les plus recherchés du FBI avec une prime d'un million de dollars pour l'informateur qui mènerait à son arrestation,,. Le 7 juillet 1998, Eric Rudolph est aperçu sortant de la forêt nationale de Nantahala pour entrer dans une épicerie à Andrews. Deux jours plus tard, il vole une grande quantité de nourriture et un pick-up Nissan de 1977 bleu au propriétaire du magasin, George O. Nordmann, qui ne déclare le vol que le 11 juillet,. Le véhicule est retrouvé abandonné le 13. Dès lors, Rudolph est chassé dans la forêt par plus de 200 enquêteurs munis de détecteurs de mouvement et par des hélicoptères équipés de capteurs de chaleur,. Bien qu'il ait tué plusieurs personnes, le suspect bénéficie d'un certain soutien local, à cause d'un sentiment de méfiance envers le gouvernement, et du soutien d'une partie de la population à la cause anti-avortement,. Le 15 octobre, Janet Reno et Louis Freeh tiennent une conférence de presse pour annoncer qu'Eric Rudolph est officiellement accusé pour les six explosions de la région d'Atlanta, dont l'attentat du parc du Centenaire.
En mars 1999, une explosion à l'extérieur d'une clinique d'avortement à Asheville en Caroline du Nord éveille les soupçons sur Eric Rudolph, recherché dans la région, mais aucun lien n'est établi. Des documents tirés de recherches internet sur Eric Rudolph sont également retrouvés en possession de David Copeland, auteur de trois attentats à la bombe à Londres. Rudolph se cache dans différents camps qu'il a construit dans les bois aux environs de Murphy. Lorsque les Jeux olympiques d'hiver de 2002 débutent à Salt Lake City, Rudolph est toujours un fugitif recherché et la sécurité est à un niveau maximum. Son succès pour échapper à la police en fait la vedette d'une minorité qui le célèbre avec des T-shirts arborant des slogans comme « Run Rudolph Run » et « Hide and Seek Champion »,,.
Le 31 mars 2003, le policier Jeffrey Postell, un débutant de 21 ans, arrête Eric Rudolph pour tentative de vol après l'avoir trouvé derrière un magasin Save-A-Lot,. Sans le reconnaître, il place l'homme en prison, où un collègue le reconnaît comme l'un des suspects du FBI. L'arrestation de Rudolph est un soulagement pour de nombreux blessés et familles de victimes. En juin 2003, les autorités fédérales décident que le procès de Rudolph doit se tenir à Birmingham dans l'Alabama et non à Atlanta.

## Suites judiciaires

### Eric Rudolph emprisonné à vie
En 2000, Emily Lyons, infirmière de la clinique d'avortement de Birmingham, devenue aveugle à la suite de l'explosion, porte plainte contre Eric Rudolph et obtient un verdict sanctionnant le fugitif à hauteur de 115 millions de dollars. Étant en fuite, l'accusé n'est ni présent ni informé du verdict, permettant à l'avocat de Rudolph de contester le verdict.
Dans les jours suivants son arrestation, Eric Rudolph se présente comme un survivaliste, vivant de ses récoltes de glands et de baies, et de la chasse de lézards et d'ours. Les enquêteurs ne croient pas le suspect, trop propre et bien rasé pour être un survivaliste.
En mars 2005, le juge C. Lynwood Smith annonce que Rudolph va être jugé et encourt la peine de mort. Un mois plus tard, le 8 avril, Eric Rudolph passe un accord avec le département de la justice  américain pour éviter la peine de mort. L'annonce intervient deux jours avant le début de la sélection des jurés de son premier procès, celui pour l'attentat à la bombe à la clinique de Birmingham ayant tué un policier. Dans le cadre de l'accord, Rudolph donne la localisation de plus de 100 kg d'explosifs et d'une bombe enterrée, deux fois plus puissante que celle de l'attentat du parc du Centenaire, ce qui convainc les parties civiles d'accepter la réduction de peine. Rudolph accepte l'emprisonnement à vie sans possibilité de libération conditionnelle. L'une des propriétaires du club gay, Dana Ford, se dit satisfaite que Rudolph ait évité la peine de mort et qu'il ne puisse pas être considéré comme un martyr par ceux qui le soutiennent.
Après avoir plaidé coupable, Eric Rudolph diffuse un document de 11 pages aux médias pour expliquer les motivations de ses actes terroristes,. Il déclare avoir voulu poser une bombe quotidiennement pendant les Jeux olympiques d'été de 1996 mais que son manque d'organisation ne le lui a pas permis. Il affirme qu'ayant vu les agents fédéraux le prendre en chasse dans les bois, il a envisagé de placer des explosifs pour les piéger, mais il a changé d'avis à la dernière minute.
Le 22 août 2005, Eric Rudolph s'excuse publiquement envers les victimes de l'attentat du parc du Centenaire. Il est condamné à vie pour cette affaire, peine s'ajoutant à ses précédentes condamnations,. S'il justifie ses actes par la politique pro-avortement du gouvernement, l'accusation maintient que l'homme « a exprimé ouvertement un discours de haine envers le gouvernement, les forces de l'ordre, les Afro-américains, les juifs, Hollywood, toute une longue liste de choses. Le seul sujet sur lequel il n'y a presque aucune preuve qu'il ait exprimé son avis est l'avortement »,.

### Mise en cause du comité d'organisation et de la sécurité
La famille de la victime décédée, Alice Hawthorne, dépose une plainte contre les organisateurs des Jeux olympiques d'été de 1996 et la société de sécurité d'AT&T. La première bataille juridique concerne la nature du parc du Centenaire. Une loi fédérale de l'État de Géorgie de 1965 énonce que les propriétaires de terrains mis à disposition gratuitement pour des besoins récréatifs ne peuvent pas être attaqués. L'avocat des plaignants argumente que le comité d'organisation vend des souvenirs sur le parc et que de nombreuses marques y effectuent alors des activités commerciales.
En juin 2003, la cour d'appel juge que la plainte des victimes de l'attentat du parc du Centenaire contre le Comité olympique d'Atlanta peut aller au tribunal, renversant la décision de première instance. La cour suprême de Géorgie confirme unanimement cette décision. À quelques jours du dixième anniversaire de l'attentat du parc du Centenaire, un accord est passé avec 38 plaignants victimes de l'attentat qui ont attaqué les organisateurs des Jeux olympiques pour sécurité insuffisante.

## Impact culturel et héritage
L'héritage de l'attentat du parc du Centenaire se concentre principalement sur la fausse accusation de Richard Jewell. En janvier 2014, un court-métrage réalisé par Adam Hootnick (en) intitulé Judging Jewell est diffusé sur ESPN dans le cadre de la série de documentaires sportifs 30 for 30. En février 2014, les studios 20th Century Fox acquièrent les droits de l'article de Vanity Fair intitulé The Ballad Of Richard Jewell afin d'en faire une œuvre cinématographique. L'acteur Jonah Hill, pressenti pour jouer le rôle de Richard Jewell, présente le projet lors du Ellen DeGeneres Show. Le projet est produit par Leonardo DiCaprio qui joue également en tant qu'avocat de Jewell. Les deux acteurs prévoient de tourner à nouveau ensemble après le succès du film Le Loup de Wall Street. Le scénariste du projet est Billy Ray. Après que Paul Greengrass et Clint Eastwood ont été considérés pour réaliser le film, Ezra Edelman est choisi en novembre 2016, mais c'est finalement Clint Eastwood qui réalise le film, avec Paul Walter Hauser dans le rôle de Jewell et Sam Rockwell dans celui de son avocat. Le Cas Richard Jewell sort en décembre 2019 aux États-Unis.

### Citations originales
1. ↑  « the safest place on this wonderful planet will be Atlanta, Georgia, during the time of our Games[9]. »
2. ↑  « This is the first time I have ever ask you to turn your cameras on me. You know my name but you don't really know who I am. My name is Richard Jewell. [...] I am not the Olympic park bomber. I am a man who from July 30th until October 26th lived every waking minute of those 88 days afraid that I would be arrested and charges for a horrible crime. A crime I did not commit. [...] In their mad rush to fulfill their own personal agendas, the F.B.I. and the media almost destroyed me and my mother. [...] I thank God that it has now ended, and that you now know what I have known all along. I am an innocent man. ».
3. ↑  (en) « Make no mistake, anyone who brings violence against a woman trying to exercise her constitutional rights is committing an act of terror. ».
4. ↑  (en) « He was full of openly expressed hatred for the federal gouvernment, law enforcement, African-Americans, Jews, Hollywood, there's a whole list of things. The one thing that there was virtually no evidence of is that he had expressed an opinion on abortion ».